# Rolf Rendtorff
Rolf Rendtorff (10 de mayo de 1925 - 1 de abril de 2014) fue profesor emérito del Antiguo Testamento en la Universidad de Heidelberg. Ha escrito con frecuencia en las escrituras judías y fue notable sobre todo por su contribución al debate sobre los orígenes del Pentateuco (los cinco primeros libros del Antiguo Testamento).

## Biografía
Rendtorff nació en Preetz, Holstein, Alemania. Estudió teología 1945-1950 en las universidades de Kiel, Göttingen y Heidelberg. Realizó sus estudios de doctorado con Gerhard von Rad, 1950-1953.

## Principales logros
Rendtorff ha publicado numerosos trabajos sobre temas del Antiguo Testamento, pero fue notable sobre todo por su libro de 1977, Das überlieferungsgeschichtliche Problema des Pentateuco (El problema de la transmisión del Pentateuco). El libro era un estudio de la cuestión de los orígenes del Pentateuco (la cuestión de cómo los primeros cinco libros de la Biblia - Génesis, Éxodo, Levítico, Números y Deuteronomio - llegaron a ser escritos), y apareció al mismo tiempo que otros dos libros importantes, John Van Seters' Abraham en Historia y tradición (1975), y Der sogenannte Jahwist de Hans Heinrich Schmid (El llamado yahvista) (1976). Los tres estudios, que aparecen casi al mismo tiempo, inauguraron una acalorada discusión en los círculos académicos sobre la validez del consenso entonces dominante sobre los orígenes del Pentateuco, la hipótesis documental.